# Новошахтинський історико-краєзнавчий музей
Новошахтинський історико-краєзнавчий музей (рос. Новошахтинский историко-краеведческий музей) — музей у місті Новошахтинськ.

## Історія музею
Рішення про створення музею на громадських засадах прийнято ще в 1968 році. Майже чотири роки тривав збір експонатів і оформлення експозицій музею. Великий внесок у його створення вніс самобутній скульптор І. Т. Гілко, який передав у дар музею виконані ним скульптури з дерева. Багато картин безоплатно передані музею художниками Б. В. Сухоруковим («Стара шахта»), Н. Д. Маяковим («Спрага», «Після поєдинку»), А. А. Рамоновим («Скіфи»), самобутнім художником А. В. Зайцевим. 23 лютого 1972 року музей офіційно відкритий і прийняв перших відвідувачів. Першим директором музею став почесний громадянин міста Новошахтинська, ветеран Другої світової війни та праці Олександр Йосипович Пушкаренко.
Зараз у фондах музею знаходиться 2209 одиниць зберігання. Всі експонати музею розташовані в трьох залах («Трудової слави», «Бойової слави» та виставковому) і семи відділах («Природа нашого краю», «Археологія», «Геологія», «Побут (кінець XIX — початок XX століть)», «Мистецтво», «Нумізматика»).
У січні 2013 року музей отримав охоронне зобов'язання, за умовами якого до 2017 року повинні бути проведені заходи з реконструкції бліндажа штабу Південно-Західного фронту.

## Адреса
Музей знаходиться за адресою: Ростовська область, м. Новошахтинськ, вул. 4-та П'ятирічка, б. 20.